# Oleh Kolodiy
Oleh Kolodiy (en ukrainien : Олег Колодій), né le 16 mars 1993 à Mykolaïv, est un plongeur ukrainien.

## Carrière
Il remporte une médaille d’argent avec son coéquipier Illya Kvasha au tremplin de 3 m lors des Championnats du monde 2017 à Budapest. En août 2018, il décroche avec Sofiya Lyskun l’or en plongeon mixte par équipes lors des championnats d’Europe.
Il est médaillé d'argent au tremplin à 1 m lors des Championnats d'Europe de plongeon 2019.

## Palmarès

### Championnats du monde
- Championnats du monde 2017 à Budapest :
  -  Médaille de bronze du plongeon synchronisé à 3 m (avec Illya Kvasha).

### Championnats d'Europe
- Championnats d'Europe de plongeon 2013 à Rostock :
  -  Médaille de bronze du plongeon synchronisé à 3 m (avec Oleksandr Horshkovozov).
- Championnats d'Europe de plongeon 2015 à Rostock :
  -  Médaille de bronze du plongeon individuel à 1 m.
- Championnats d'Europe de plongeon 2017 à Kiev :
  -  Médaille d'argent du plongeon synchronisé à 3 m (avec Illya Kvasha).
  -  Médaille de bronze du plongeon synchronisé à 3 m.
- Championnats d'Europe de natation 2018 à Glasgow :
  -  Médaille d'or du plongeon par équipe mixte.
- Championnats d'Europe de plongeon 2019 à Kiev :
  -  Médaille d'argent du plongeon individuel à 1 m.
- Championnats d'Europe de natation 2020 à Budapest :
  -  Médaille de bronze du plongeon synchronisé à 3 m (avec Oleksandr Horshkovozov).

### Jeux européens
- Jeux européens de 2023 à Rzeszów[3] :
  -  Médaille d'or du plongeon synchronisé à 3 m (avec Danylo Konovalov).